# Miniatürk
Miniatürk est un parc de miniatures situé sur la rive nord-est de la Corne d'Or à Istanbul, Turquie.
Le parc a ouvert ses portes le 2 mai 2003. Miniatürk couvre une surface totale de 60 000 m². Avec ses 15 000 m² d'exposition, c'est un des plus grands parcs de miniatures du monde.
Sur les 136 maquettes au 1/25e, 60 concernent Istanbul même, 63 se situent en Anatolie et 13 dans l'ancien Empire ottoman. L'Antiquité est représentée par le temple d'Artémis à Éphèse, le mausolée d'Halicarnasse et le théâtre d'Aspendos.
La place est prévue pour de nouvelles maquettes à venir.

## Images

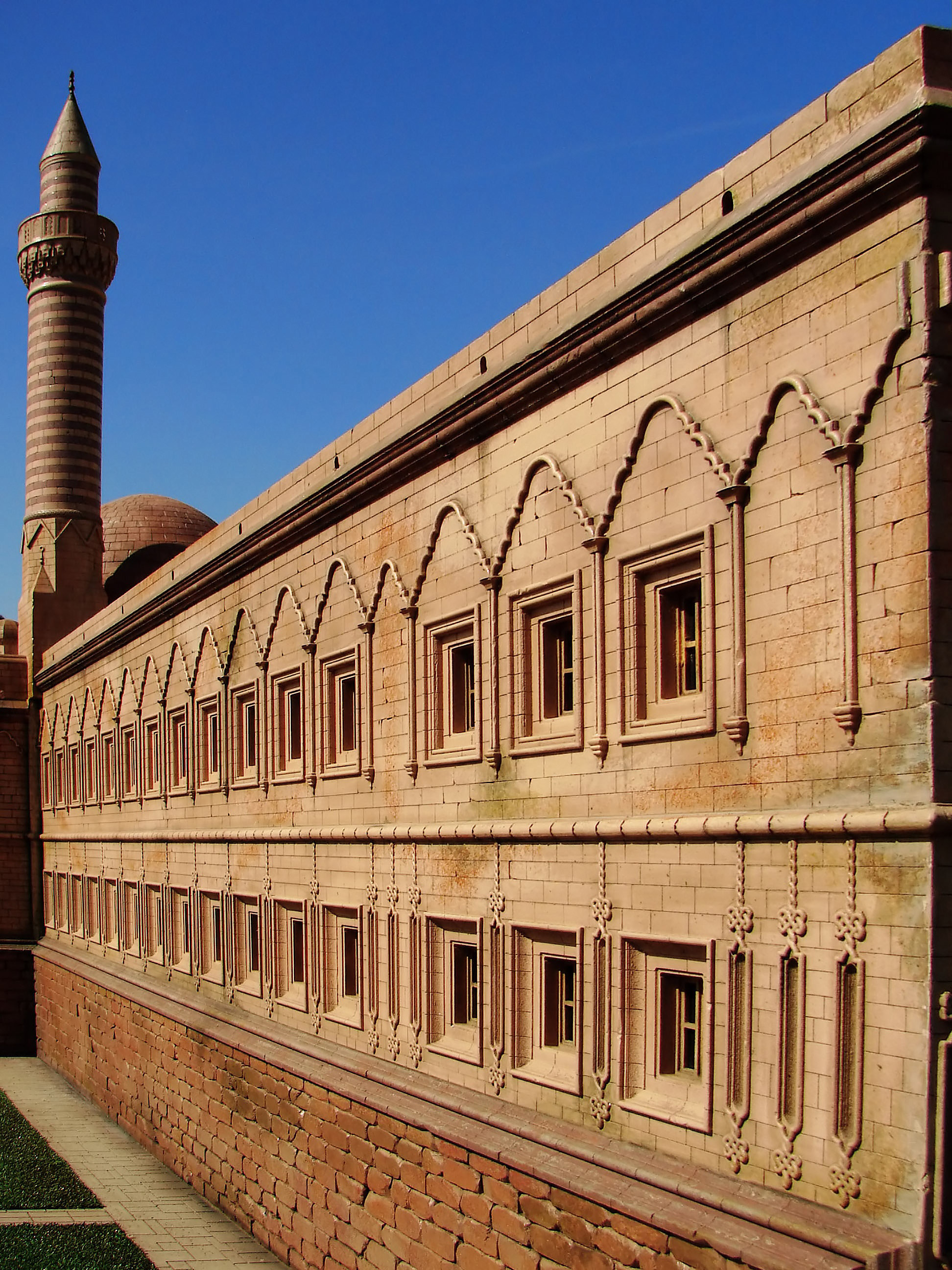
Medrese
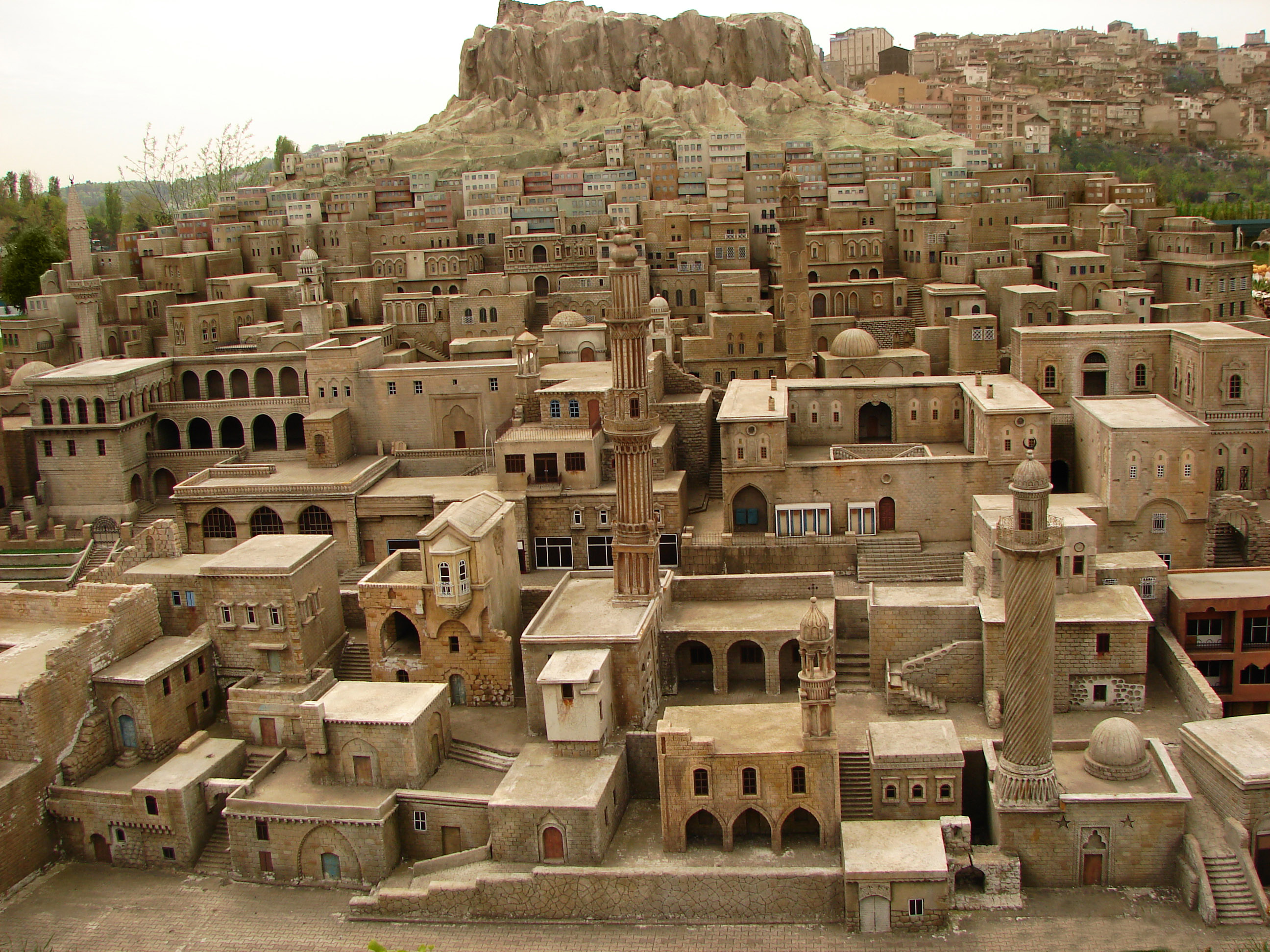
Maisons de pierre de Mardin
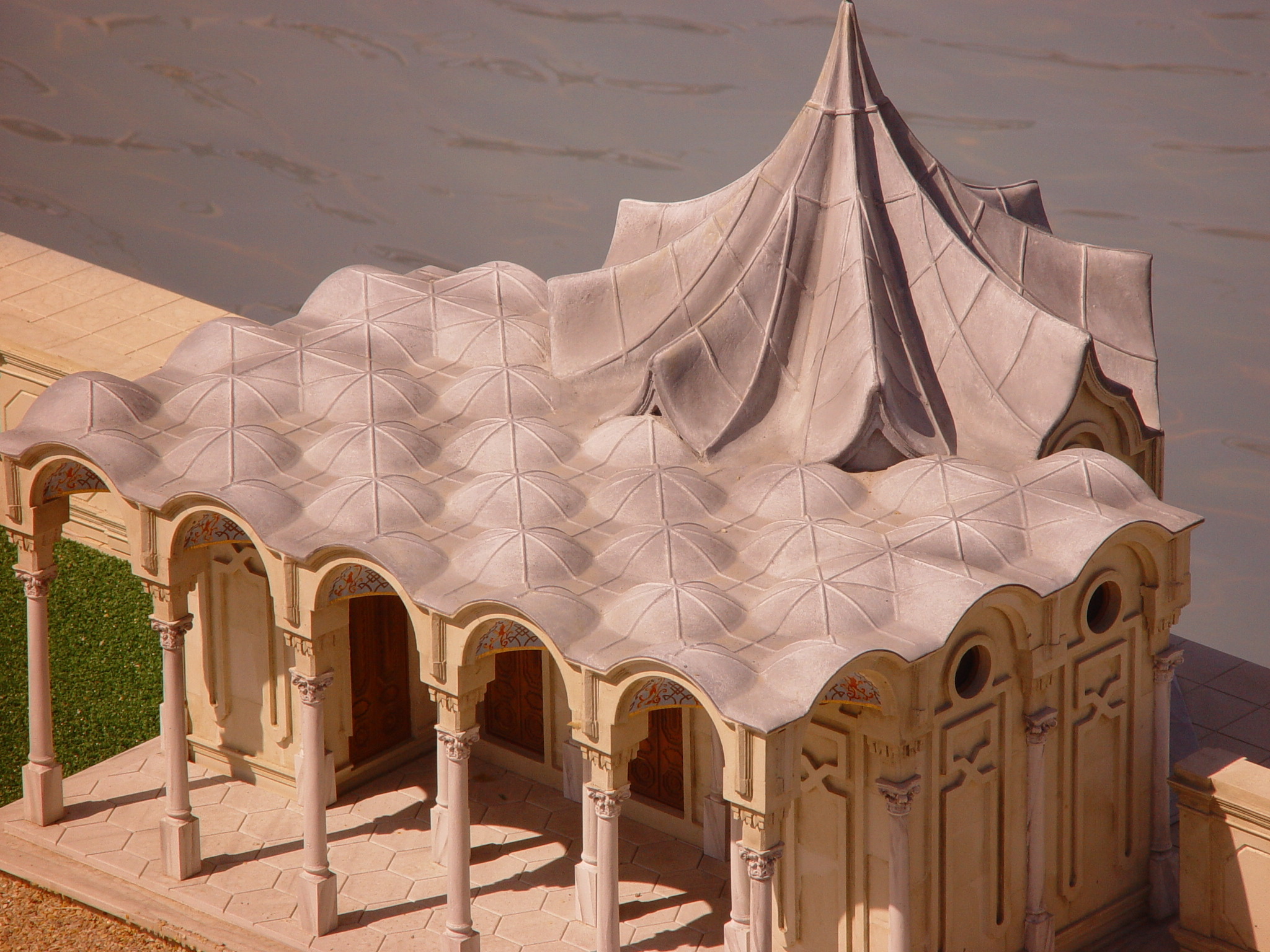
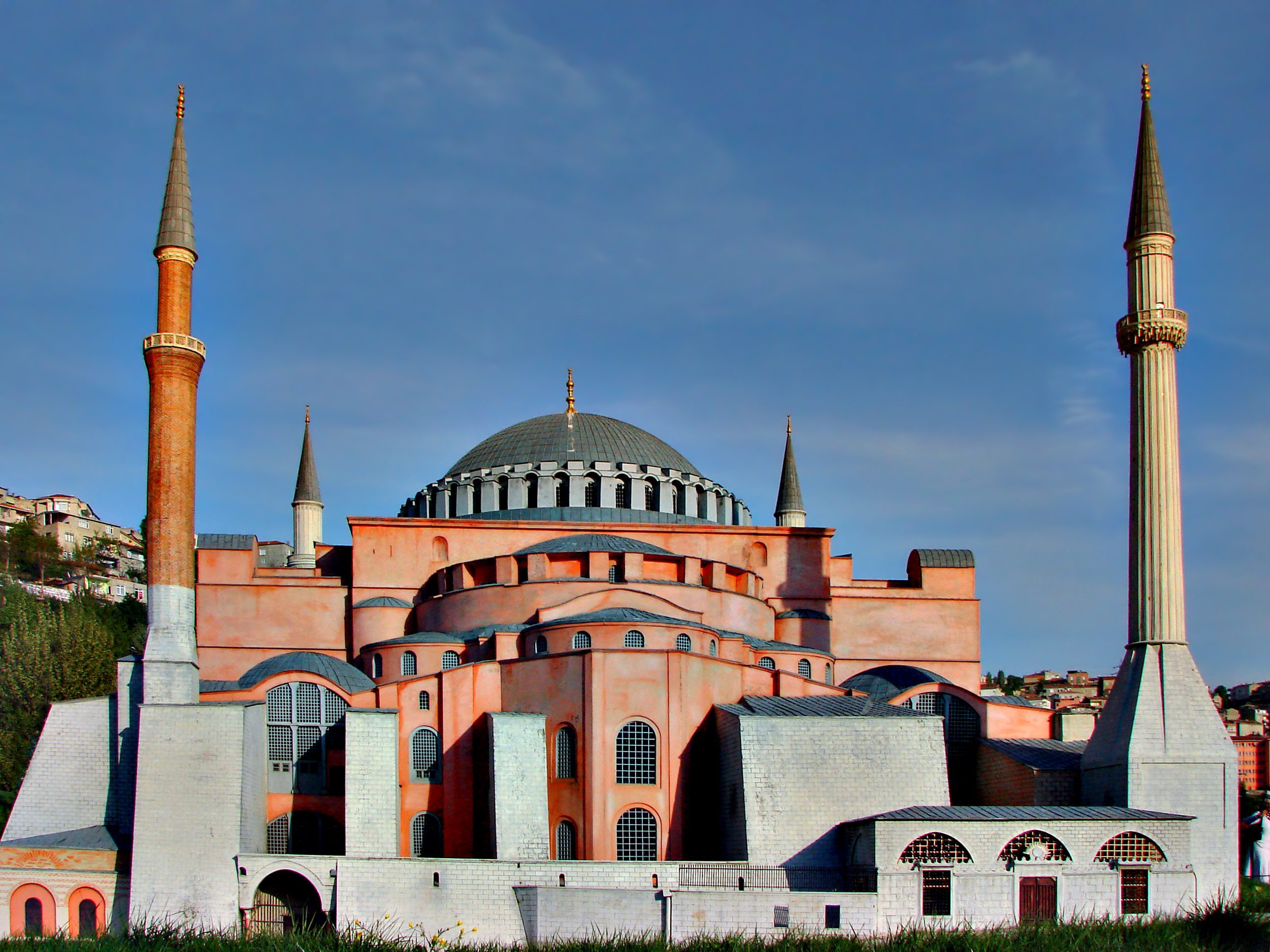
Sainte-Sophie (Constantinople)
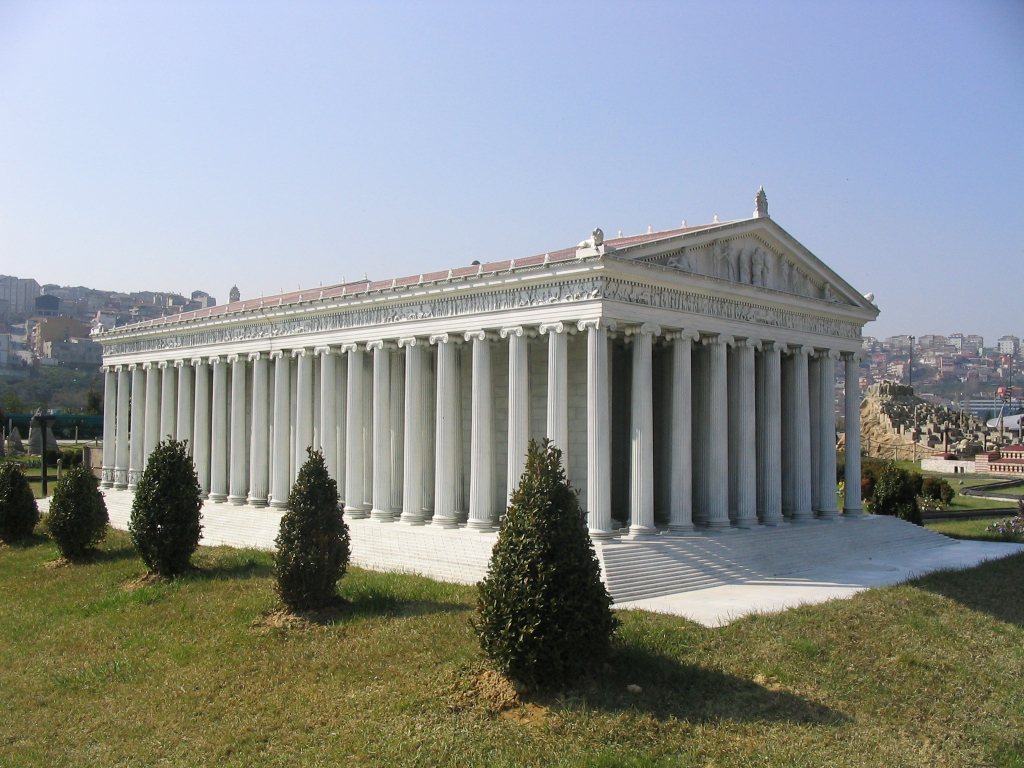
Temple d'Artémis à Éphèse
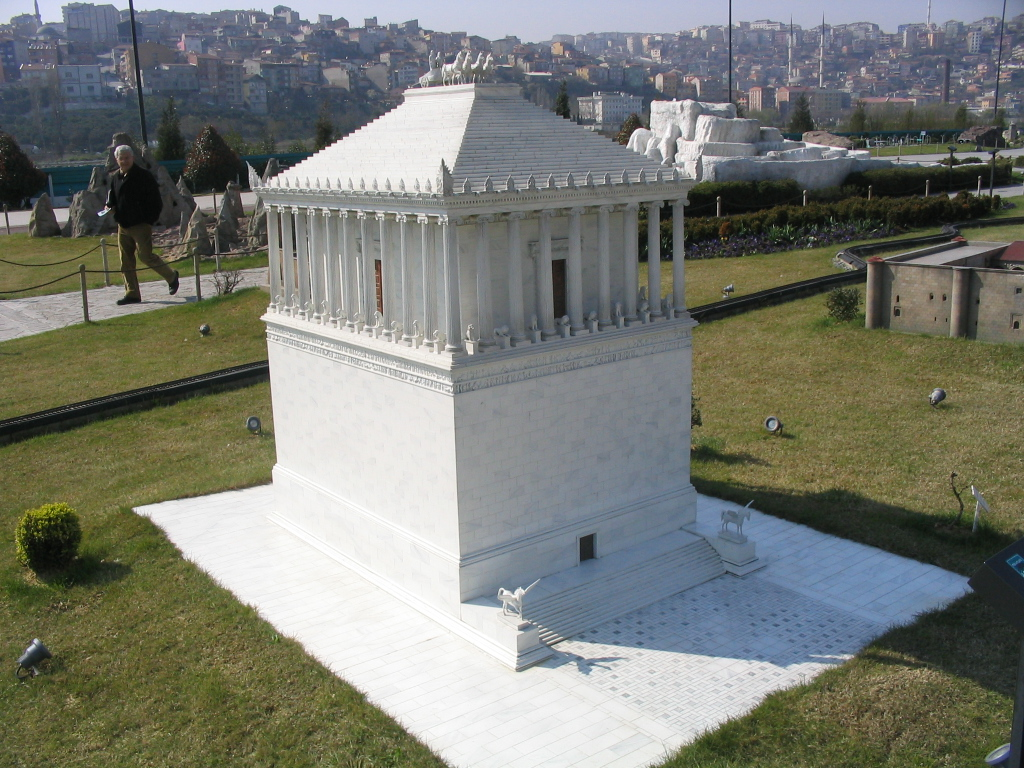
Mausolée d'Halicarnasse
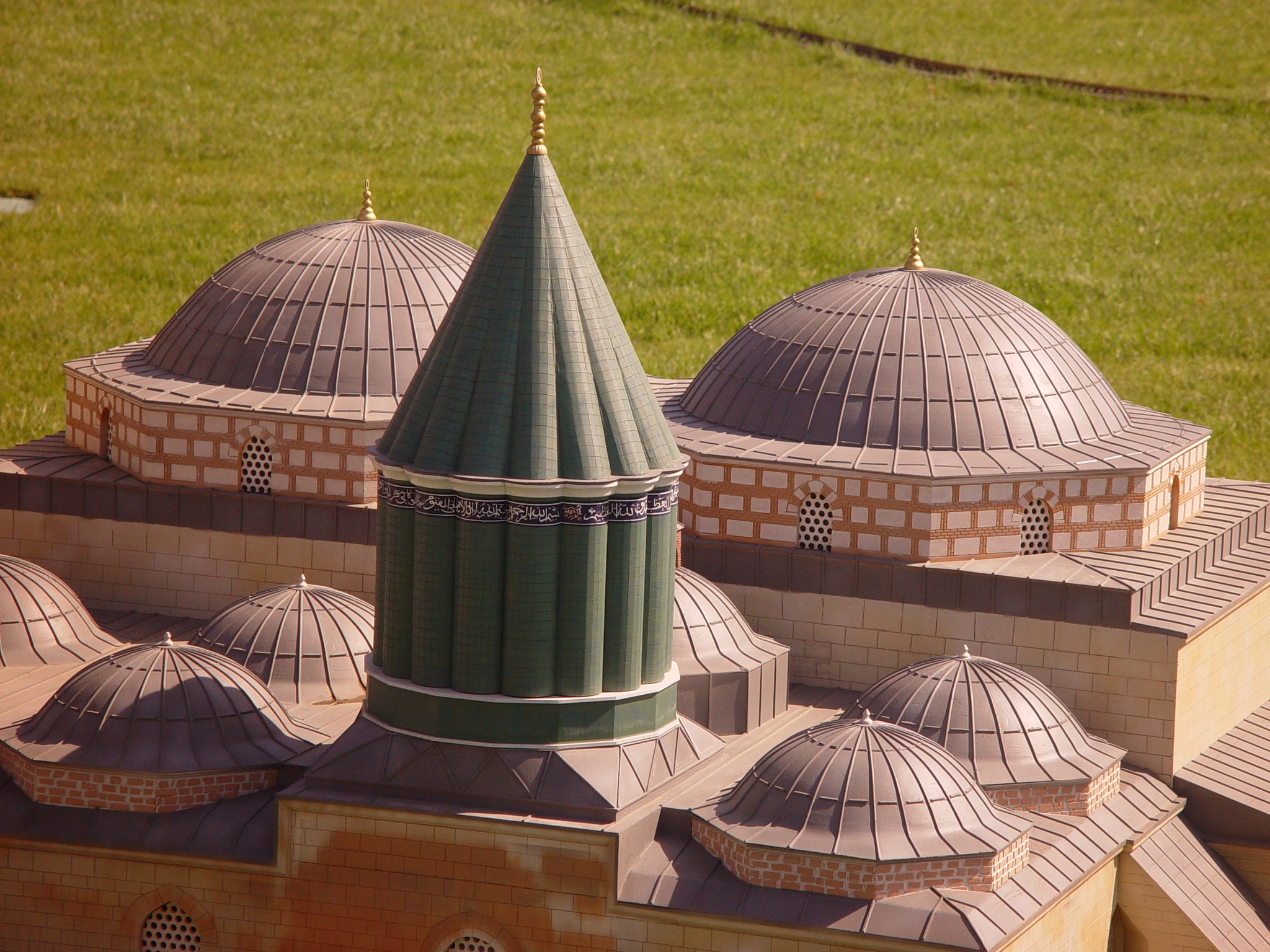
Mausolée de Mevlana à Konya
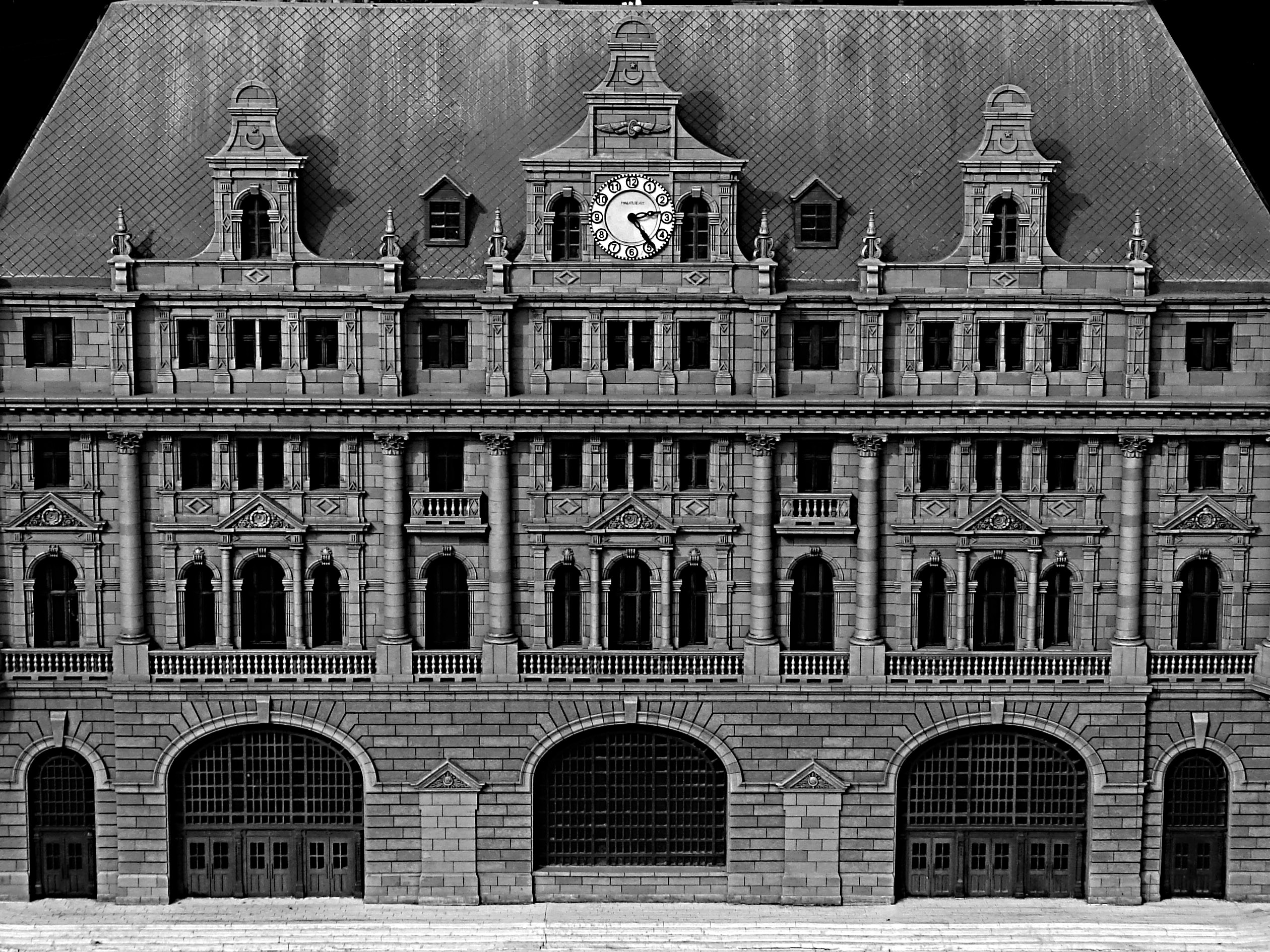
Gare d'Haydarpaşa
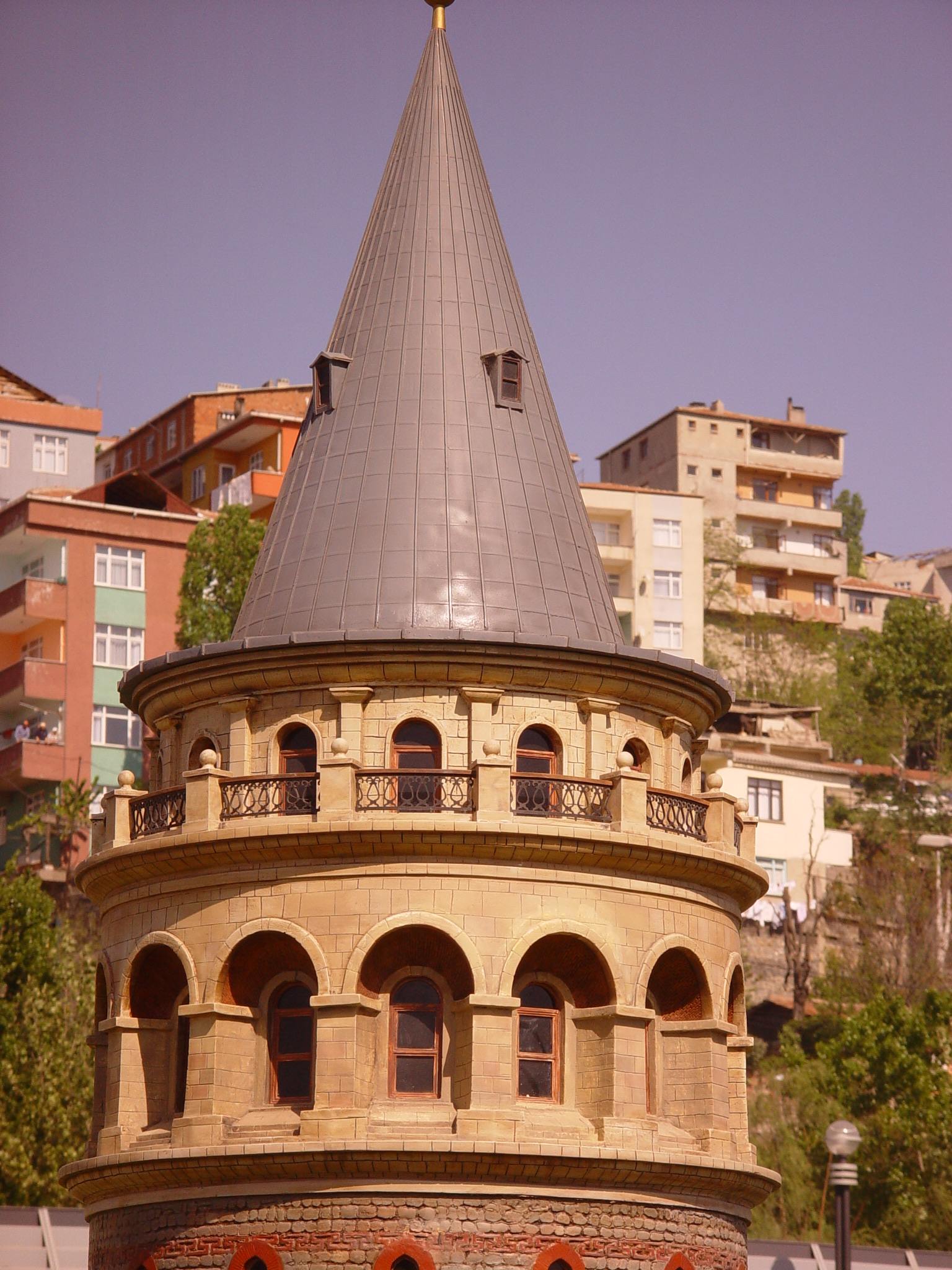
Tour de Galata
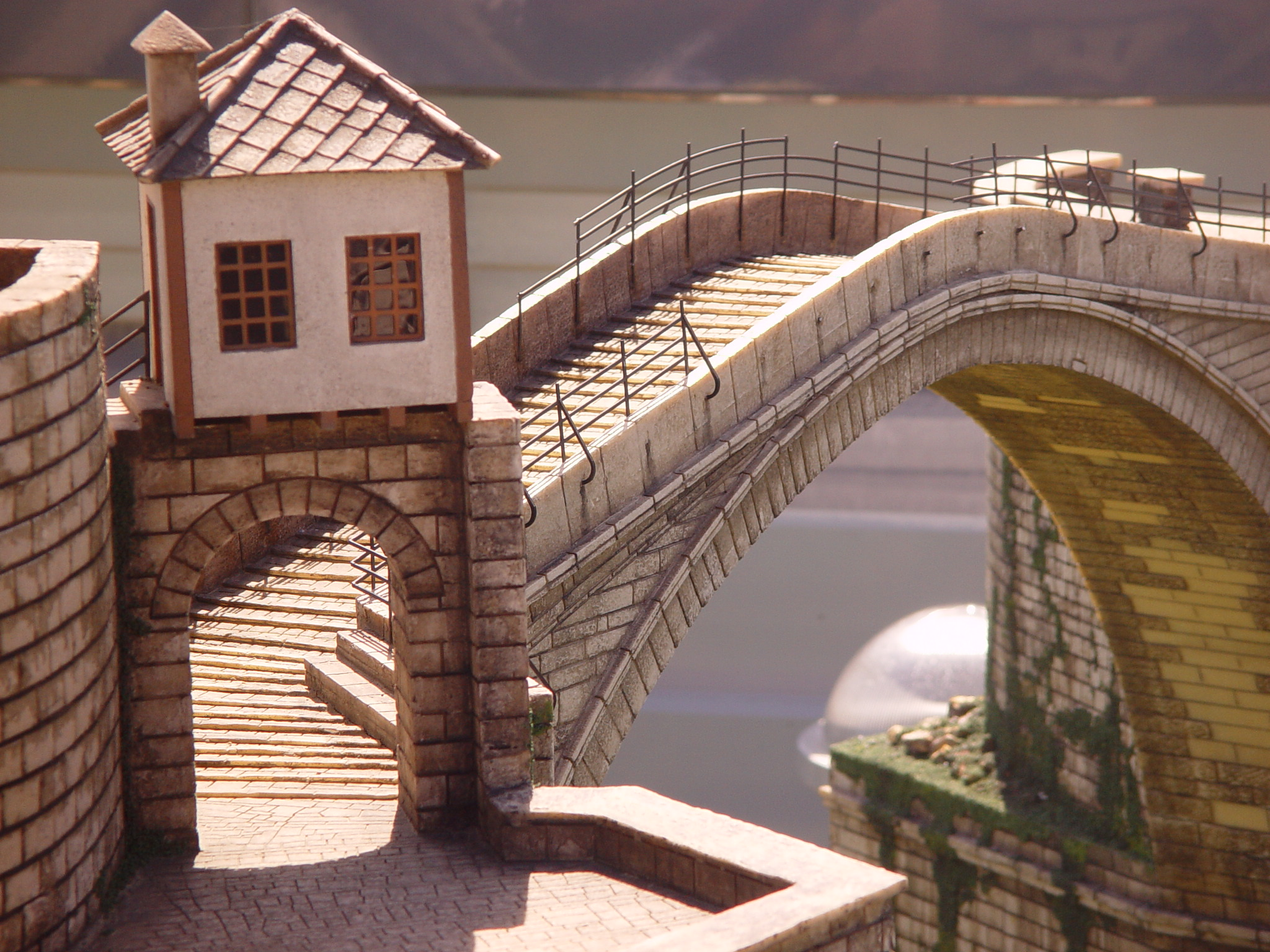
Pont de Mostar
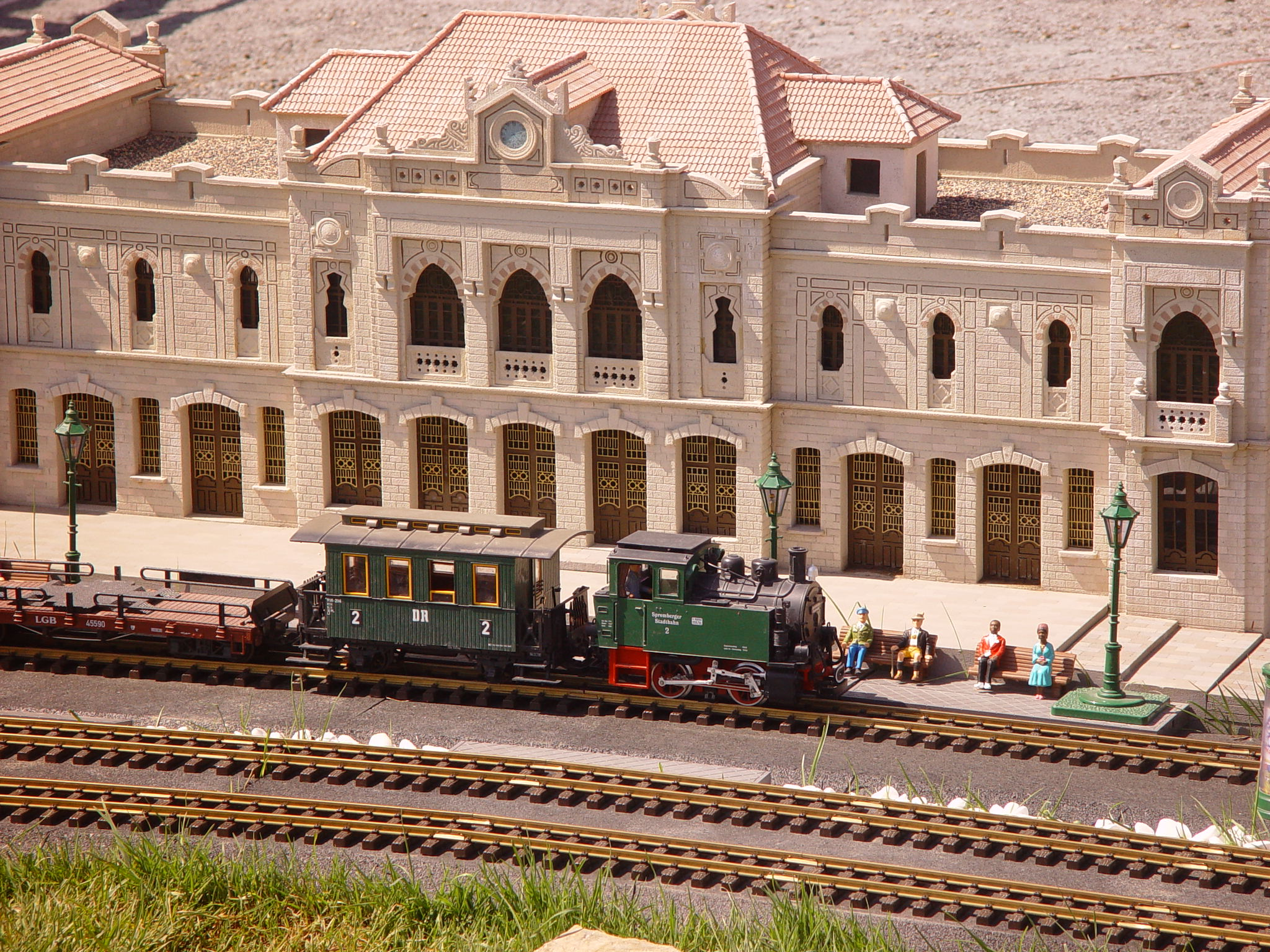
Gare de Damas
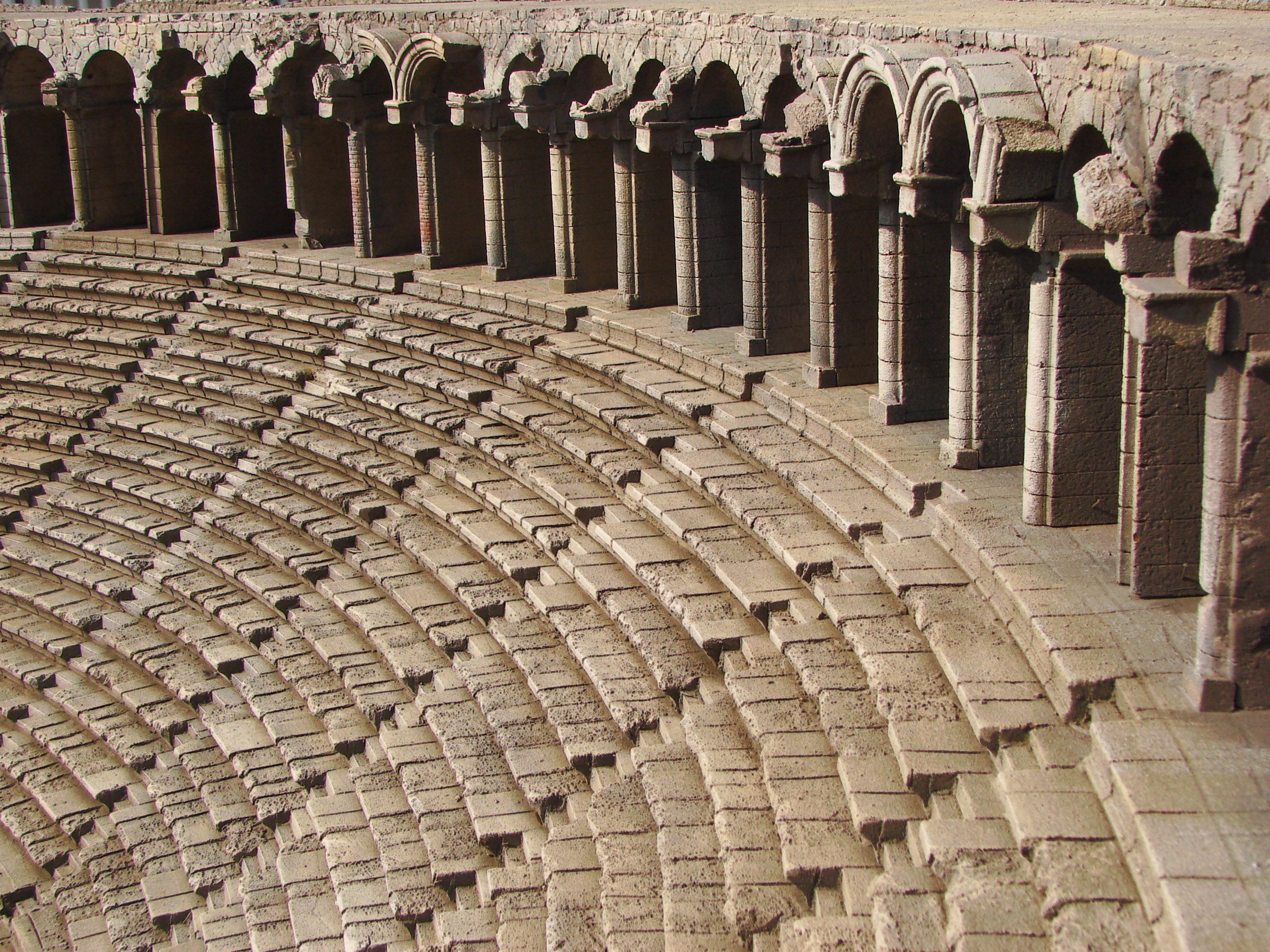
Théâtre d'Aspendos